# Trận chung kết Giải vô địch bóng đá thế giới 1954
Trận chung kết giải bóng đá vô địch thế giới 1954 là trận đấu bóng đá diễn ra ngày 4 tháng 7 năm 1954 tại Sân vận động Wankdorf ở thành phố Bern giữa hai đội là Tây Đức và Hungary để xác định nhà vô địch của giải bóng đá vô địch thế giới 1954. Sau 90 phút đá chính, đội Tây Đức đã đánh bại Hungary với tỉ số 3–2 sau khi bị dẫn 0–2 chỉ trong 8 phút đầu. Đây là lần đầu tiên đội tuyển Tây Đức giành được chức vô địch của giải bóng đá lớn nhất hành tinh.

## Chi tiết
Trong 8 phút đầu tiên, Hungary có liên tiếp 2 bàn để vươn lên dẫn 2-0, nhưng sau 18 phút, tỉ số đã là 2–2. Đến phút 84, Helmut Rahn hoàn tất "Điều kì diệu ở Berne" khi cứa lòng đẹp mắt ấn định tỉ số 3–2 cho Tây Đức.
| Tây Đức                     | 3–2      | Hungary               |
| --------------------------- | -------- | --------------------- |
| Morlock 10' · Rahn 18', 84' | Chi tiết | Puskás 6' · Czibor 8' |

| Tây Đức | Hungary |

|                         |    |                  |  |
|                         |    |                  |  |
| GK                      | 1  | Toni Turek       |  |
| RB                      | 7  | Josef Posipal    |  |
| CB                      | 10 | Werner Liebrich  |  |
| LB                      | 3  | Werner Kohlmeyer |  |
| HB                      | 6  | Horst Eckel      |  |
| HB                      | 8  | Karl Mai         |  |
| IR                      | 13 | Max Morlock      |  |
| IL                      | 16 | Fritz Walter (c) |  |
| OR                      | 12 | Helmut Rahn      |  |
| CF                      | 15 | Ottmar Walter    |  |
| OL                      | 20 | Hans Schäfer     |  |
| Huấn luyện viên trưởng: |    |                  |  |
| Sepp Herberger          |    |                  |  |

|                         |    |                   |  |
|                         |    |                   |  |
| GK                      | 1  | Gyula Grosics     |  |
| RB                      | 2  | Jenő Buzánszky    |  |
| CB                      | 3  | Gyula Lóránt      |  |
| LB                      | 4  | Mihály Lantos     |  |
| HB                      | 5  | József Bozsik     |  |
| HB                      | 6  | József Zakariás   |  |
| RW                      | 11 | Zoltán Czibor     |  |
| AM                      | 9  | Nándor Hidegkuti  |  |
| LW                      | 20 | Mihály Tóth       |  |
| CF                      | 8  | Sándor Kocsis     |  |
| CF                      | 10 | Ferenc Puskás (c) |  |
| Huấn luyện viên trưởng: |    |                   |  |
| Gusztáv Sebes           |    |                   |  |

Cầu thủ xuất sắc nhất trận:

Ferenc Puskás (Hungary)
| Trợ lý trọng tài: Vincenzo Orlandini (Ý) Sandy Griffiths (Wales) |